# Hans J. Lietzmann

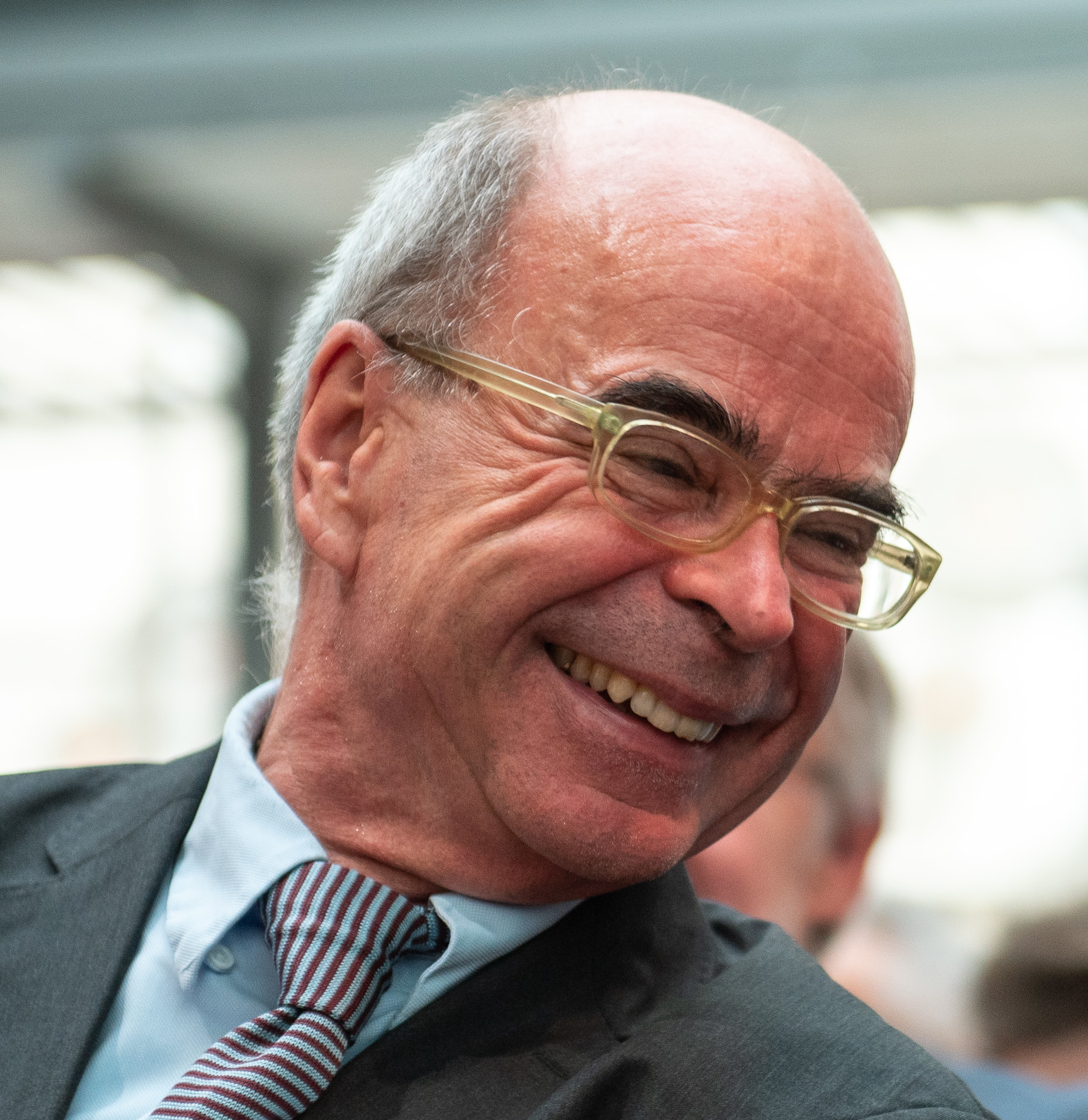
Hans J. Lietzmann, 2019

Hans Joachim Lietzmann (* 1952 in Düsseldorf) ist ein deutscher Politikwissenschaftler. Er ist von der Ausbildung her Soziologe, Rechtswissenschaftler und emeritierter Universitätsprofessor für Politikwissenschaft an der Bergischen Universität Wuppertal (BUW). Die EU-Kommission verlieh ihm den Titel des Jean-Monnet-Professor for European Studies. Nach seiner Emeritierung wurde er von der Bergischen Universität zum „Rudolf-Carnap-Seniorprofessor“ ernannt, einer Forschungsprofessur. Er leitet seit 2004 das Institut für Demokratie- und Partizipationsforschung (I:DPF) der Bergischen Universität und ist seit 2006 Wissenschaftlicher Direktor am Institute for European Citizenship Politics – Bürgerschaftliche Politik in Europa (EuCiP). Im Jahr 2014 war er Mitbegründer und ist seitdem Vorstandsmitglied des „Interdisziplinären Zentrums für Transformationsstudien und Nachhaltigkeit“ (Transzent) der Bergischen Universität.

## Leben und beruflicher Werdegang
Hans J. Lietzmann wurde 1952 in Düsseldorf-Gerresheim geboren. Er stammt aus einer ursprünglich hugenottischen preußischen Familie. Seine Vorfahren stellten verschiedene prominente Berliner Bürgermeister, Musiker und Musiktheoretiker, Maler und Wissenschaftler. Neben der familiären Tradition des politischen Widerstandes z. B. in der Mittwochsgesellschaft prägte die Auseinandersetzung mit dem auch militaristischen und nationalsozialistischen Anteil der Familie um den Erster-Weltkriegs-General Karl Litzmann und dessen Söhnen sein intellektuelles Leben. Lietzmann ging in Düsseldorf zur Schule und legte ein altsprachliches Abitur am Humboldt-Gymnasium ab. Seine Wehrpflicht bei der Luftwaffe der Bundeswehr in den Niederlanden beendete er vorzeitig und begann sein Studium.
Hans J. Lietzmann schrieb sich für den von Ralf Dahrendorf und Thomas Ellwein in Konstanz geplanten Reformstudiengangs für „Sozial- und Verwaltungswissenschaften“ ein. Als dessen Einführung sich verzögerte, studierte er dessen integrale Fächer Rechtswissenschaft, Soziologie, Philosophie und Politikwissenschaft parallel an den Universitäten in Marburg, Frankfurt a. M. und Gießen. Seine entscheidenden Prägungen erhielt er von dem konservativ-liberalen Verfassungsrechtler Peter Häberle (in der Rechtswissenschaft), von dem Soziologietheoretiker Heinz Maus in der Tradition der Frankfurter Schule (in der Soziologie) und von Michael Th. Greven (in der Politikwissenschaft). Daneben traten Einflüsse von Wolfgang Abendroth (Marburg an der Lahn), Helmut Ridder (Gießen) und der Frankfurter Sozialwissenschaft. Nach seinem juristischen Prädikatsexamen 1978 und dem Diplom im Fach Soziologie 1981 arbeitete Lietzmann zunächst in einer Anwaltskanzlei und als Dozent für die (damals sozial)liberale Friedrich-Naumann-Stiftung in der politischen Erwachsenenbildung an der Theodor-Heuss-Akademie in Gummersbach. 1986 wurde er an der Philipps-Universität Marburg (Dr. phil./ Soziologie) mit der ersten sozialwissenschaftlichen Analyse des deutschen Bundesverfassungsgerichtes promoviert. Ab 1987 war er Wissenschaftlicher Assistent an der Sozialwissenschaftlichen Fakultät der Universität der Bundeswehr München. In diese Zeit fielen zahlreiche Forschungsaufenthalte an der Harvard-Universität in Cambridge/Massachusetts und an der New School for Social Research in New York City. Er habilitierte sich 1998 an der Philipps-Universität in Marburg in Politikwissenschaft mit einer ideengeschichtlichen Studie über die Kontinuität der politischen Theorie der Weimarer Republik in die Politikwissenschaft der Bundesrepublik Deutschland, – besonders der Diktatur- und Totalitarismustheorie. Als Beispiel diente der Theorietransfer und die Kooperation des Weimarer (später dem NS sich andienenden) Staatsrechtlers Carl Schmitt zu dem deutsch-amerikanischen Politikwissenschaftler Carl J. Friedrich, der sowohl Mitglied des amerikanischen Besatzungsregiments unter General Clay als auch Ordinarius an den Universitäten in Heidelberg und Harvard war.
Von 1998 bis 2002 lehrte Lietzmann auf Professuren in Hamburg, Vechta und Essen sowie als Forschungsprofessor am Wissenschaftszentrum Berlin für Sozialforschung (WZB). Seit 2002 ist Hans J. Lietzmann Universitätsprofessor für Politikwissenschaft in Wuppertal; 2007 ernannte ihn die EU-Kommission zum Jean-Monnet-Professor for Theory and Analysis of European Integration am damaligen Jean-Monnet-Center of Excellenz in NRW. Er war (2005–2012) Dekan und Prodekan des Fachbereich A/Geistes- und Kulturwissenschaften und (2012–2018/2020–2021) sowie Mitglied des Akademischen Senates der Bergischen Universität Wuppertal.
Als Gastforscher war Lietzmann 2011 am Institute for Peace and Security Studies der Universität in Addis Abeba, Äthiopien tätig; 2015 in einem Projekt der Gesellschaft für Internationale Zusammenarbeit (GIZ) und des Auswärtigen Amtes der Bundesregierung in Karthoum, Sudan über „Kulturelle und soziale Voraussetzungen zivilgesellschaftlicher Politik“. Im Jahr 2013 wirkte er als Gastprofessor für European Studies an der Jawaharlal Nehru University in Neu-Delhi, Indien.
Lietzmann ist Vertrauensdozent der Heinrich-Böll-Stiftung sowie Vertrauensdozent und Mitglied im Auswahlausschuss für Stipendiaten der Friedrich-Naumann-Stiftung für die Freiheit.
Im August 2021 schied er aus dem Universitätsdienst aus, war aber weiter noch am Institut für Partizipations- und Demokratieforschung aktiv.

### Forschungen
Seit 2004 ist Hans J. Lietzmann Direktor des Instituts für Demokratie- & Partizipationsforschung (i:DPF) der Bergischen Universität Wuppertal (vormals die von Peter Dienel in den 1970er Jahren gegründete „Forschungsstelle Bürgerbeteiligung“). Hier liegt der Schwerpunkt auf der wissenschaftlichen Analyse und der Gestaltung politisch-demokratischer Verfahren in Deutschland und Europa. In den verschiedensten Zusammenhängen konzipierte, leitete und evaluierte Lietzmann mit dem i:DPF zahlreiche Bürgerbeteiligungsverfahren und übernahm Forschungsaufgaben und Public Policy für Parlamente, Ministerien und Institutionen auf kommunaler, Landes- und Bundesebene sowie für die Europäische Union.
Hans J. Lietzmann ist bekannt für die sozialwissenschaftliche Analyse von Verfassungspolitiken und demokratischer Praxis; ebenso für Studien zur politikwissenschaftlichen Ideengeschichte und Theorie. Seit dem Beginn des 21. Jahrhunderts tritt er zudem durch Studien zur Demokratie- und Partizipationspolitik und zu der pragmatischen, transformatorischen Umsetzung einer fortschreitenden Demokratisierung in Deutschland hervor. Der Schwerpunkt dieser Forschungen liegt auf einer den Menschen angemessenen Analyse politischer Mentalitäten und einer Inklusion ihrer bürgerschaftlichen, politischen und imaginären und kulturellen Kompetenzen. Ein Beispiel hierfür sind die experimentellen „citizen juries“ oder „Bürgerräte“ für „Demokratie“ (2019) und über die „Rolle Deutschlands in der Welt“ (2020/21), die Lietzmann wissenschaftlich beriet und kritisch begleitete.
Hans J. Lietzmann war 1987–1992 Sprecher der Sektion Rechtssoziologie in der Deutschen Gesellschaft für Soziologie. Er gehörte von 1988 bis 1997 als Mitglied des wissenschaftlichen Beirates dem erweiterten Vorstand der Deutschen Vereinigung für Politikwissenschaft (DVPW) an und war Gründer und Sprecher des dortigen Arbeitskreises für die Geschichte der Politikwissenschaft. Seit 2017 ist er Sprecher der Fachgruppe „Politische Kulturforschung“ in der DVPW. Er ist Mitbegründer der seit 2015 bestehenden „Standing Group: Political Concepts“ in dem „European Consortium for Political Research“ (ECPR).

### Engagements
Lietzmann war seit seiner Schulzeit in den unterschiedlichsten Kontexten politisch engagiert. Er gehörte der Düsseldorfer Schülerbewegung der späten 60er Jahre an und war Teil des politisch-kulturellen Aufbegehrens im Umfeld der Düsseldorfer Kunstakademie um Joseph Beuys. Während des Studiums gründete er eine links-liberale Hochschulgruppe, gehörte dem Bundesvorstand des Liberalen Hochschulverbandes (LHV) und der radikal-demokratischen Jungdemokraten an; er engagierte sich im Vorstand der Verbandes Deutscher Studentenschaften (VDS) und war in Kooperation mit den Marburger Basisgruppen über mehrere Legislaturperioden Präsident des dortigen „Studentenparlamentes“. Er arbeitete in diesen Jahren, bis zu dessen Tod, eng mit Rudi Dutschke zusammen.
Mit seiner Frau gehörte Hans J. Lietzmann 1978 zu den Organisatoren des „3. Internationalen Russell-Tribunals“, das mit unterschiedlichen kritischen Wissenschaftlerinnen und Wissenschaftlern (Johan Galtung, Ossip K. Flechtheim, Steven Lukes, Agnes Heller, Robert Jungk, Sebastian Cobler) die Situation der Menschenrechte in der Bundesrepublik Deutschland nach dem „Deutschen Herbst“ thematisierte. Er war Gründungsmitglied des „Komitees für Demokratie und Grundrechte“, das 1980 von Andreas Buro, Wolf-Dieter Narr u. a. gegründet wurde, um dort durch ein „aktives, streitbares, couragiertes … Engagement Grundrechte und Demokratie zu verteidigen“. Lietzmann gehörte zur Gründergeneration der Partei „Die Grünen“ in Hessen und engagierte sich nach seinem Wechsel nach Bayern für diverse Volksbegehren.
Seine Leitorientierung war in all diesen Projekten, dass jedes Engagement weder von einer humanistischen, d. h. den Menschen nahen, Ethik noch von der professionellen Verantwortlichkeit oder gar der wissenschaftlichen Redlichkeit und Selbstdisziplin entbindet.
Hans J. Lietzmann ist verheiratet und hat drei erwachsene Töchter.

## Veröffentlichungen (Auswahl)

### Buchveröffentlichungen
- Politische Kulturforschung reloaded. Neue Theorien, Methoden und Ergebnisse. Bielefeld: Transcript 2019 (Hrsg. mit Wolfgang Bergem und Paula Diehl).
- Das Wasser im Bergischen Land – Talsperren im Fokus vielfältiger Interessen. Bürgergutachten zum Forschungsprojekt ENERWA. Planungszelle 2015. Wuppertal 2016 (mit Mark Schwalm und Johannes Jacquemain).
- Die Qualität von Bürgerbeteiligungsverfahren. Evaluation und Sicherung von Standards am Beispiel von Planungszellen und Bürgergutachten. München 2014 (Hrsg. mit Hans L. Dienel/Kerstin Franzl/Raban D. Fuhrmann).
- Klassiker der Politikwissenschaft. Von Aristoteles bis David Easton. München: Beck. 2010 (Hrsg. mit Wilhelm Bleek).
- Politik und Geschichte. „Gute Politik“ und ihre Zeit. Münster: Westfälisches Dampfboot. 2006 (Hrsg. mit Andrea Gawrich).
- Die politische Verfassung Europas. Verfassungspolitische Traditionen und Perspektiven der EU. 2 Bde. Wuppertal: BUW. 2004 (mit Gabriele Wilde).
- Moderne Politik. Politikverständnisse im 20. Jahrhundert. Opladen 2001.
- Klassische Politik. Politikverständnisse von der Antike bis ins 19. Jahrhundert. Opladen 2000.
- Politikwissenschaft im „Zeitalter der Diktaturen“. Die Entwicklung der Totalitarismustheorie Carl Joachim Friedrichs. Opladen 1999.
- Schulen der deutschen Politikwissenschaft. Opladen: Leske+Budrich. 1999 (Hrsg. mit Wilhelm Bleek).
- Politikwissenschaft. Geschichte und Entwicklung in Deutschland und Europa. München 1996.
- Demokratie und Geschlecht. Texte zur Feministischen Demokratietheorie (= HISPOL. Beiträge zur Geschichte der Politikwissenschaft und der politischen Theorie, Bd. 3) München 1999 (Hrsg. mit Stefanie Sifft u. S. Zwingel).
- Der Begriff der „Politik“. Grundlagentexte der Politikwissenschaft im 20. Jahrhundert (= HISPOL. Beiträge zur Geschichte der Politikwissenschaft und der Politischen Theorie, Bd. 2). München 1998.
- Politik und Wissenschaft. Ein Reader zur Wissenschaftsgeschichte (= HISPOL. Beiträge zur Geschichte der Politikwissenschaft und der politischen Theorie, Bd. 1). München 1997.
- Das Bundesverfassungsgericht. Eine sozialwissenschaftliche Studie über Wertordnung, Dissenting Votes und funktionale Genese. Opladen: Leske+Budrich 1988.
- Carl Schmitt und die Liberalismuskritik. Opladen: Leske+Budrich 1988 (Hrsg. mit Klaus Hansen).

### Aufsätze (Auswahl)
- Kulturen politischer Partizipation. (PDF; 4,5 MB) In: H. J. Lietzmann, W. Bergem, P. Diehl (Hrsg.): Politische Kulturforschung reloaded, Bielefeld: Transcript 2019, S. 15–38.
- Concetti antichi per un Europa moderna?: Il teatro di Dioniso ad Atene e la «moderazione di secondo livello». In: Atene e Roma. Rassegna dell’ Associazione Italiana di Cultura Classica. Hrsg. v. der Associazione Italiana di Cultura Classica (AICC). Lecce. Vol. (N.S.) 12.3-4 (2018), S. 352–367.
- Citizenship, Democracy and the Iconology of Politics. A Plea for an Iconological Turn in democratic Theory. In: A. Björk, C. Wiesner, H.-M. Kivistö, K. Mäkinen (Hrsg.): Shaping Citizenship. A Political Concept in Theory, Debate, and Practice. New York / London: Routledge 2018, S. 55–70.
- Constitutional Courts in Changing Political Systems. US-Supreme Court – German Supreme Court – European Court. In: Th. Gawron, R. Rogowski (Hrsg.): Constitutional Courts in Comparison. The US-Supreme Court and the Germann Constitutional Court. 2. erw. Auflage. Oxford / New York: Berghan 2016, S. 91–103.
- Die Demokratisierung der Repräsentation. Dialogische Politik als neue Form der repräsentativen Demokratie. In: M. Glaab (Hrsg.): Politik mit Bürgern – Politik für Bürger. Praxis und Perspektiven einer neuen Beteiligungskultur. Wiesbaden: Springer VS 2016, S. 41–59.
- Kontingenz und Geheimnis. Die Veröffentlichung der Sondervoten beim Bundesverfassungsgericht. In: R. v. Ooyen, M. H. W. Möllers (Hrsg.): Das Bundesverfassungsgericht im politischen System. 2. Auflage. Wiesbaden: Springer VS 2015, S. 269–283.
- „Platzhirsch“ oder eine neue Form von Nachbarschaft? Zur Gemeinwohlorientierung von Raumunternehmen (mit A. Ehlers). In: G. Spars, K. Overmeyer: Raumunternehmen – Nutzergetragene Stadtentwicklung. Berlin: jovis 2014, S. 106–131.
- Die Krise europäischer Institutionen und die Politik der Kontingenzbewältigung. In: U. Willems, K. Thöns: Politik und Kontingenz. Wiesbaden 2012, S. 186–208.
- Kontingenz der Repräsentation: Bürgerbeteiligung. In: O. Asbach, R. Schäfer, V. Selk, A. Weiß (Hrsg.): Zur kritischen Theorie der politischen Gesellschaft. Wiesbaden 2012, S. 165–188.
- A Symbolic Revocation of Symbolism. The German Path from the EU Constitution to the Lisbon Treaty. In: Finn Laursen (Hrsg.): The Making of the Lisbon Treaty. The Role of Member States. Bruxelles/Bern/Wien/Oxford: P.I.E.Lang 2012, S. 39–58.
- Der Bürgerdialog in der europäischen Stadtentwicklung (gem. m. V. Mittendorf). In: VHW-Volksheimstättenwerk (Hrsg.): Das Städtenetzwerk – ein Beitrag zur Stärkung der lokalen Demokratie. Berlin 2011, S. 24–51.
- European Constitutional Politics and Contingency. The European Union as an „Sui generis“ political entity. In: C. Wiesner/T. Turkka: Parliament and Europe. Baden-Baden: Nomos 2011, S. 95–109.
- German Political Science. Traditions and genealogical steps. In: Le science politiche. Modelli Contemporanei. (Political Sciences. Contemporary Modells). A Cura di Vittor Ivo Comparato, Regina Lupi, Giorgio E. Montanari. Perugia 2011, S. 59–71.